# Tālis Linkaits
Tālis Linkaits (ur. 18 sierpnia 1970) – łotewski polityk, ekonomista i urzędnik państwowy, poseł na Sejm, od 2019 do 2022 minister transportu.

## Życiorys
W 1988 ukończył szkołę średnią w Rydze, a w 1993 studia ekonomiczne na Uniwersytecie Łotwy. W 1991 podjął pracę w administracji rządowej, zajmując się głównie sprawami prywatyzacji. W latach 1996–2004 był dyrektorem do spraw administracyjnych w państwowej agencji do spraw prywatyzacji. Od 2001 do 2009 zajmował się działalnością konsultingową przy projektach rozwojowych m.in. w Serbii, Mołdawii i Libii. W latach 2006–2018 zatrudniony w państwowej agencji rozwoju regionalnego, gdzie kierował sekretariatem VASAB (zajmującym się strategią współpracy w ramach Morza Bałtyckiego). Powoływany także w skład organów różnych przedsiębiorstw, m.in. Air Baltic Corporation i portu lotniczego w Rydze.
Zaangażował się w działalność polityczną w ramach Nowej Partii Konserwatywnej. W wyborach w 2018 z listy tego ugrupowania uzyskał mandat posła na Sejm XIII kadencji. W styczniu 2019 objął urząd ministra transportu, wchodząc w skład rządu Artursa Krišjānisa Kariņša; stanowisko to zajmował do grudnia 2022. Z listy konserwatystów bez powodzenia kandydował do Sejmu w 2022 i do Europarlamentu w 2024. Po ostatnich z tych wyborów ogłosił rezygnację z członkostwa w partii.